# Аретад Книдский
Аретад Книдский (др.-греч. Ἀρητάδης) — античный историк из Книда.
Согласно Псевдо-Плутарху, Аретад Книдский является автором трудов «История Македонии» (не менее чем в трёх книгах) и «Об островах» (не менее чем в двух книгах). Также он написал «Историю Фригии». Сохранились только несколько фрагментов из его работ — в передаче других античных писателей. Российский исследователь А. К. Нефёдкин скептически отнёсся к информации Аретада Книдского о потере персами в сражении при Гранике 334 года до н. э. сотен боевых колесниц с серпами, относя её к «области фантастики». П. Бриан же в связи с разбором этого эпизода раскритиковал сообщение о предательстве Дария III со стороны его сына Ариобарзана, завершившегося казнью последнего, отметив, что подобный «анекдот», имеющий очень отдалённое отношение к истории, «вносит свою лепту в очернение и без того отвратительной репутации последнего Великого царя».
Иногда Аретада Книдского олицетворяют с комментатором Гомера и автором произведения по военной истории «О столкновениях, стычках, битвах», упомянутого Порфирием. У. Смит и В. Поршнев отметили, что считают такое отождествление небесспорным.